# Koranji (Purwadadi)
Koranji is een bestuurslaag in het regentschap Subang van de provincie West-Java, Indonesië. Koranji telt 5164 inwoners (volkstelling 2010).